# Evangelische Kirche Jaworze

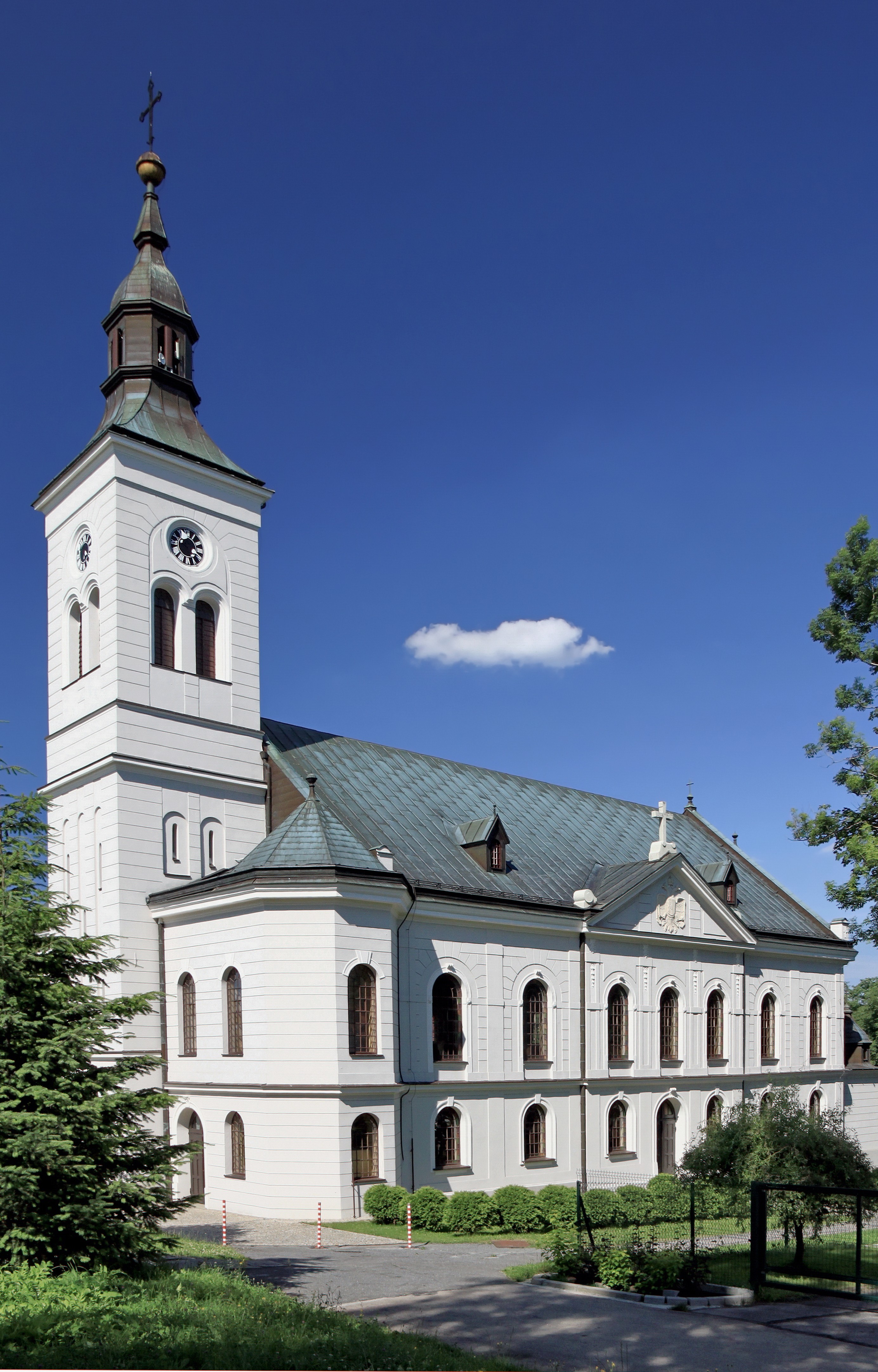
Kirche Ernsdorf

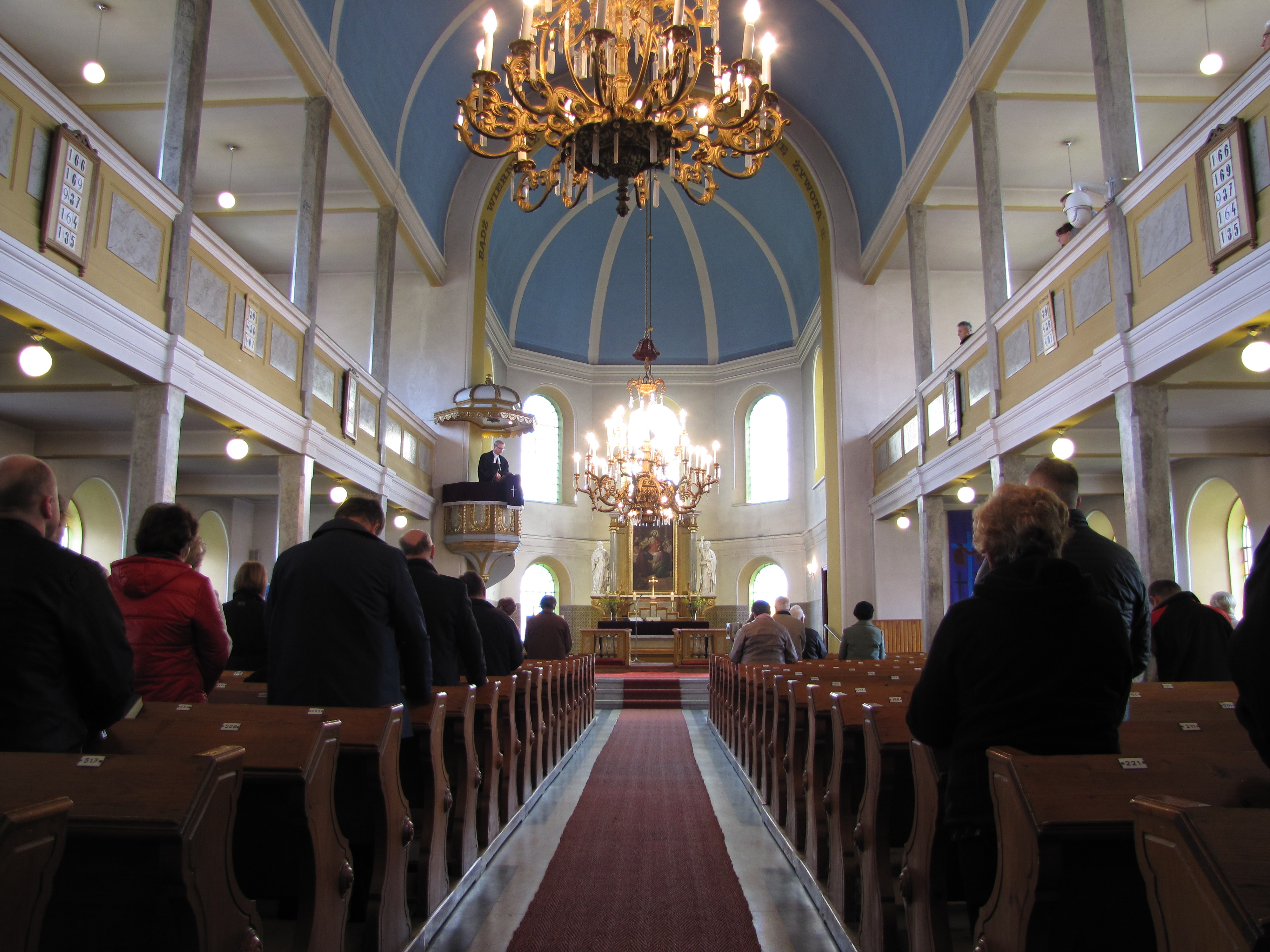
Innenansicht

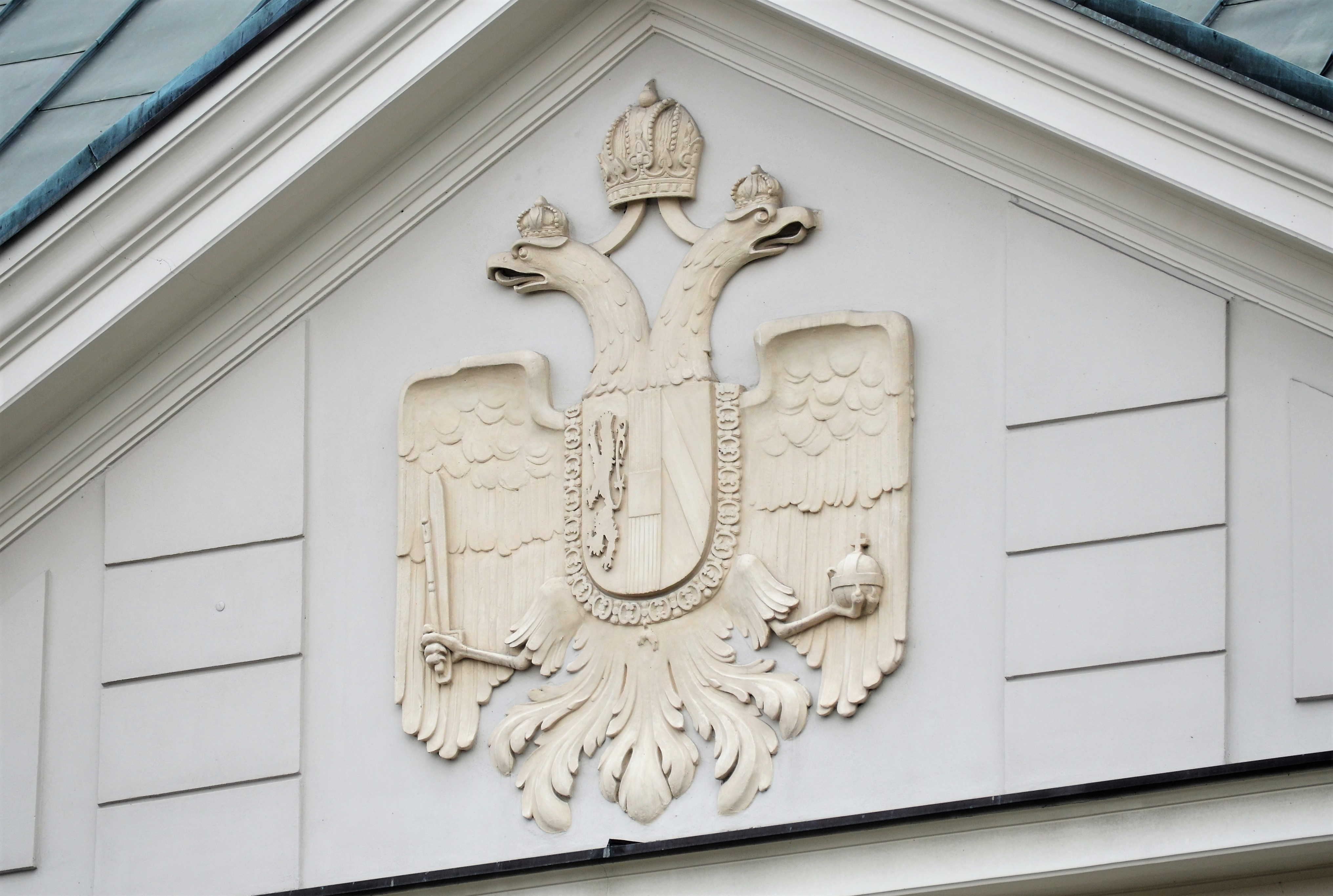
Wappen

Die Evangelische Kirche Jaworze ist die evangelisch-lutherische Kirche von Jaworze  (deutsch: Ernsdorf), einem Ort im Powiat Bielski in der Woiwodschaft Schlesien in Polen.

## Geschichte
In dem zum Herzogtum Teschen gehörenden Ernsdorf war die Reformation 1545 durch Herzog Wenzel III. eingeführt und in der Pfarrkirche ein lutherischer Pfarrer eingesetzt worden, bevor sie 1654 im Zuge der Gegenreformation rekatholisiert wurde. Nach Erlass des Toleranzpatents Josephs II. von 1781 wurde am 12. März 1782 unter dem Gutsherrn Georg Ludwig von Laschovsky (Laschowski) der Grundstein für den bis 1788 als klassizistischer Emporensaal vollendeten heutigen Kirchenbau gelegt. Der Kirchenraum ist durch die hölzernen Emporeneinbauten geprägt, die im Mittelschiff ein Tonnengewölbe tragen. Im Jahr 1794 wurde im Dachreiter eine von Arnold Saint-Genois d'Anneaucourt, dem Erbauer des Schlosses Ernsdorf, und seiner Frau Julia, geborene Laschovsky, gestiftete und von Johann Georg Knobloch in Teschen gegossene Glocke aufgehängt.
Nachdem 1848 den Protestanten im Habsburgerreich die Errichtung von Kirchtürmen zugestanden worden war, erhielt auch Ernsdorf 1852 einen Turmbau mit seitlichen Emporenaufgängen. 1912 erfolgte ein Umbau, bei dem die polygonale Apsis angefügt wurde. Gleichzeitig wurde eine Orgel von 25 Registern, verteilt auf zwei Manualen und Pedal, der Firma Rieger Orgelbau eingebaut.
In den Jahren 2009–10 fanden umfassende Wiederherstellungsarbeiten statt, bei denen auch das Wappenbild des habsburgischen Doppeladlers von 1912 im Giebelfeld des Mittelrisalits wieder freigelegt wurde.